# Nguyễn Thành Nam (doanh nhân)
Nguyễn Thành Nam (sinh 17 tháng 8 năm 1961 tại Nam Định) là một doanh nhân Việt Nam, cựu Tổng Giám đốc FPT và hiện là Phó Chủ tịch HĐQT trường Đại học FPT. Ông có học vị tiến sĩ toán tại Liên Xô.

## Tiểu sử
Ông sinh tại Nam Định nhưng quê ở huyện Thăng Bình, tỉnh Quảng Nam. Ông là anh cả trong một gia đình có 3 anh em trai.

## Học vấn
Ông từng là học sinh trường THCS Trần Đăng Ninh Thành phố Nam Định. Ông còn là cựu học sinh Khối chuyên Toán, Trường Trung học phổ thông chuyên Khoa học Tự nhiên khóa 11 (1976-1979). Năm 1988, ông bảo vệ luận án tiến sĩ toán tại trường Đại học Lomonosov, Liên Xô.

## Sự nghiệp
Ngày 13 tháng 9 năm 1988 sau khi ông về nước và đã cùng với 12 người khác, đứng đầu là Trương Gia Bình, sáng lập ra FPT.
Từ 1988 đến 1994, ông là giám đốc dự án. Từ 1995 đến 1999, Nguyễn Thành Nam là giám đốc Trung tâm Giải pháp Phần mềm của FPT. Từ 2000 đến 2004, ông là giám đốc Trung tâm Xuất khẩu Phần mềm của FPT. Từ 2005, ông trở thành thành viên Hội đồng quản trị của FPT, Chủ tịch kiêm Tổng giám đốc Công ty Cổ phần Phần mềm FPT (FSOFT) hiện nay là Công ty TNHH Phần mềm FPT (FPT Software).
Từ 13 tháng 4 năm 2009 đến 23 tháng 2 năm 2011, Nguyễn Thành Nam giữ chức Tổng giám Đốc FPT. Người kế nhiệm ông là Trương Đình Anh.
Hiện tại ông Nguyễn Thành Nam là Cố vấn Sáng tạo của Tập đoàn FPT đồng thời là Phó Chủ tịch HĐQT trường Đại học FPT.
Với biệt danh "Nam già", ông còn được coi là thủ lĩnh phong trào của Tập đoàn FPT đồng thời là nhân vật nối tiếng, biểu trưng cho văn hóa STCo FPT.